# Prêmios Globo de Ouro de 1955

Prêmios Globo de Ouro de 1955

 24 de fevereiro de 1955
Filme - Drama:
On the Waterfront
Filme - Comédia ou Musical:
Carmen Jones
Prêmios Globo de Ouro 

← 1954  ·  1956 →
Os Prêmios Globo de Ouro de 1955 (no original, em inglês, 12th Golden Globe Awards) honraram os melhores profissionais de cinema e televisão, filmes e programas televisivos de 1954. Os candidatos nas diversas categorias foram escolhidos pela Associação de Imprensa Estrangeira de Hollywood (AIEH).

## Vencedores e nomeados

### Melhor filme de drama
- On the Waterfront

### Melhor filme de comédia ou musical
- Carmen Jones

### Melhor ator em filme de drama
- Marlon Brando – On the Waterfront

### Melhor atriz em filme drama
- Grace Kelly – The Country Girl

### Melhor ator em filme de comédia ou musical
- James Mason – A Star Is Born

### Melhor atriz em filme de comédia ou musical
- Judy Garland – A Star Is Born

### Melhor ator coadjuvante
- Edmond O'Brien – The Barefoot Contessa

### Melhor atriz coadjuvante
- Jan Sterling – The High and the Mighty

### Melhor direção
- Elia Kazan – On the Waterfront

### Melhor roteiro
- Ernest Lehman – Sabrina

### Melhor filme estrangeiro
- Genevieve ( Reino Unido)
- La mujer de las camelias ( Argentina)
- Weg ohne Umkehr ( Alemanha)
- Nijū-shi no Hitomi ( Japão)

### Melhor cinematografia

#### Preto e branco
- Joseph Ruttenberg – Brigadoon

#### Colorido
- Boris Kaufman – On the Waterfront